# Paraguay ai XXII Giochi olimpici invernali
Paraguay ha partecipato ai XXII Giochi olimpici invernali, che si sono svolti dal 7 al 23 febbraio a Soči in Russia, con una delegazione composta da una atleta.

## Sci di fondo
| Gara                 | Atleta       | Qualificazioni | Qualificazioni | Qualificazioni | Qualificazioni | Finale          | Finale          | Finale          | Finale          |  |
| Gara                 | Atleta       | Manche 1       | Manche 2       | Migliore       | Posizione      | Manche 1        | Manche 2        | Migliore        | Posizione       |  |
| -------------------- | ------------ | -------------- | -------------- | -------------- | -------------- | --------------- | --------------- | --------------- | --------------- |  |
| Slopestyle femminile | Julia Marino | 36.40          | 25.60          | 36.40          | 17             | non qualificato | non qualificato | non qualificato | non qualificato |  |